# Нигерия на летних Олимпийских играх 2012
Нигерия на летних Олимпийских играх 2012 была представлена  в восьми видах спорта, но не завоевала медалей.

## Результаты соревнований

### Бокс
Спортсменов — 3
Мужчины
| Соревнование | Спортсмены     | Первый раунд                  | Второй раунд         | Четвертьфинал        | Полуфинал            | Финал                |                      |
| Соревнование | Спортсмены     | Соперник Результат            | Соперник Результат   | Соперник Результат   | Соперник Результат   | Соперник Результат   |                      |
| ------------ | -------------- | ----------------------------- | -------------------- | -------------------- | -------------------- | -------------------- | -------------------- |
| до 75 кг     | Муйдин Аканджи | Даррен О’Нил (IRL) П 6-15     | Завершил выступление | Завершил выступление | Завершил выступление | Завершил выступление | Завершил выступление |
| до 81 кг     | Лукмон Лаваль  | Ихаб аль Матбули (JOR) П 7-19 | Завершил выступление | Завершил выступление | Завершил выступление | Завершил выступление | Завершил выступление |

Женщины
| до 75 кг | Эдит Огоке | Елена Выстропова (AZE) В 14-12 | Надежда Торлопова (RUS) П 8-18 | Завершила выступление | Завершила выступление | Завершила выступление | Завершила выступление | Завершила выступление |

### Борьба
Спортсменов — 4
Мужчины
Вольная борьба
| Соревнование | Спортсмены | Первый раунд       | Второй раунд       | Четвертьфинал      | Полуфинал          | Финал              |
| Соревнование | Спортсмены | Соперник Результат | Соперник Результат | Соперник Результат | Соперник Результат | Соперник Результат |
| ------------ | ---------- | ------------------ | ------------------ | ------------------ | ------------------ | ------------------ |
| до 84 кг     |            |                    |                    |                    |                    |                    |
| до 96 кг     |            |                    |                    |                    |                    |                    |

Женщины
| Соревнование | Спортсменки | Первый раунд       | Второй раунд       | Четвертьфинал      | Полуфинал          | Финал              |
| Соревнование | Спортсменки | Соперник Результат | Соперник Результат | Соперник Результат | Соперник Результат | Соперник Результат |
| ------------ | ----------- | ------------------ | ------------------ | ------------------ | ------------------ | ------------------ |
| до 63 кг     |             |                    |                    |                    |                    |                    |
| до 72 кг     |             |                    |                    |                    |                    |                    |

### Гребля на байдарках и каноэ
Спортсменов — 1

#### Гребной слалом
Мужчины
| Соревнование | Спортсмены | Предварительный этап | Предварительный этап | Полуфиналы | Полуфиналы | Финал | Финал |
| Соревнование | Спортсмены | Время                | Место                | Время      | Место      | Время | Место |
| ------------ | ---------- | -------------------- | -------------------- | ---------- | ---------- | ----- | ----- |
| Б-1          |            |                      |                      |            |            |       |       |

### Лёгкая атлетика
Спортсменов —
Мужчины
| Дисциплина     | Спортсмен | Предварительный раунд | Предварительный раунд | Четвертьфиналы | Четвертьфиналы | Полуфиналы | Полуфиналы | Финал     | Финал |
| Дисциплина     | Спортсмен | Результат             | Место                 | Результат      | Место          | Результат  | Место      | Результат | Место |
| -------------- | --------- | --------------------- | --------------------- | -------------- | -------------- | ---------- | ---------- | --------- | ----- |
| 100 м          |           |                       |                       |                |                |            |            |           |       |
|                |           |                       |                       |                |                |            |            |           |       |
| 400 м          |           |                       |                       |                |                |            |            |           |       |
| 400 м с/б      |           |                       |                       |                |                |            |            |           |       |
| тройной прыжок |           |                       |                       |                |                |            |            |           |       |

Женщины
| Дисциплина      | Спортсменка | Предварительный раунд | Предварительный раунд | Четвертьфиналы | Четвертьфиналы | Полуфиналы | Полуфиналы | Финал     | Финал |
| Дисциплина      | Спортсменка | Результат             | Место                 | Результат      | Место          | Результат  | Место      | Результат | Место |
| --------------- | ----------- | --------------------- | --------------------- | -------------- | -------------- | ---------- | ---------- | --------- | ----- |
| 100 м           |             |                       |                       |                |                |            |            |           |       |
|                 |             |                       |                       |                |                |            |            |           |       |
| 200 м           |             |                       |                       |                |                |            |            |           |       |
|                 |             |                       |                       |                |                |            |            |           |       |
| 400 м           |             |                       |                       |                |                |            |            |           |       |
| 100 м с/б       |             |                       |                       |                |                |            |            |           |       |
| 400 м с/б       |             |                       |                       |                |                |            |            |           |       |
| прыжки в длину  |             |                       |                       |                |                |            |            |           |       |
| прыжки в высоту |             |                       |                       |                |                |            |            |           |       |
| семиборье       |             |                       |                       |                |                |            |            |           |       |

### Настольный теннис
Спортсменов — 4
Соревнования по настольному теннису проходили по системе плей-офф. Каждый матч продолжался до тех пор, пока один из теннисистов не выигрывал 4 партии. Сильнейшие 16 спортсменов начинали соревнования с третьего раунда, следующие 16 по рейтингу стартовали со второго раунда. 
Мужчины
| Соревнование     | Спортсмены         | Квалификация           | Первый раунд                   | Второй раунд              | Третий раунд         | 1/8 финала           | Четвертьфинал        | Полуфинал            | Финал                | Место |
| Соревнование     | Спортсмены         | Соперник Результат     | Соперник Результат             | Соперник Результат        | Соперник Результат   | Соперник Результат   | Соперник Результат   | Соперник Результат   | Соперник Результат   | Место |
| ---------------- | ------------------ | ---------------------- | ------------------------------ | ------------------------- | -------------------- | -------------------- | -------------------- | -------------------- | -------------------- | ----- |
| Одиночный разряд | Квадри Аруна (61)  | Не участвовал          | Карлос Мачадо (ESP) (35) В 4:2 | Бора Ван (TUR) (31) П 2:4 | Завершил выступление | Завершил выступление | Завершил выступление | Завершил выступление | Завершил выступление | 33    |
| Одиночный разряд | Сегун Ториола (53) | А. Хо (CAN) (65) В 4:1 | Й. Перссон (SWE) (40) П 1:4    | Завершил выступление      | Завершил выступление | Завершил выступление | Завершил выступление | Завершил выступление | Завершил выступление | 49    |

Женщины
| Соревнование     | Спортсменки       | Предварительный раунд | Первый раунд       | Второй раунд       | Третий раунд       | Четвёртый раунд    | Четвертьфинал      | Полуфинал          | Финал              |
| Соревнование     | Спортсменки       | Соперник Результат    | Соперник Результат | Соперник Результат | Соперник Результат | Соперник Результат | Соперник Результат | Соперник Результат | Соперник Результат |
| ---------------- | ----------------- | --------------------- | ------------------ | ------------------ | ------------------ | ------------------ | ------------------ | ------------------ | ------------------ |
| Одиночный разряд | Оффионг Эдем      |                       |                    |                    |                    |                    |                    |                    |                    |
| Одиночный разряд | Олуфунке Ошонайке |                       |                    |                    |                    |                    |                    |                    |                    |

### Тхэквондо
Спортсменов — 2
Мужчины
| Соревнование | Спортсмен       | Турнир       | 1/8 финала                         | Четвертьфинал      | Полуфинал          | Финал              |
| Соревнование | Спортсмен       | Турнир       | Соперник Результат                 | Соперник Результат | Соперник Результат | Соперник Результат |
| ------------ | --------------- | ------------ | ---------------------------------- | ------------------ | ------------------ | ------------------ |
| до 68 кг     | Иса Мохаммад    | За 1-е место | Мохаммад Абу-Либде (JOR) пор. 1—13 | Не прошел          | Не прошел          | Не прошел          |
| до 68 кг     | Иса Мохаммад    | За 3-е место |                                    |                    |                    |                    |
| свыше 80 кг  | Чика Чуквумерие | За 1-е место | Робелис Деспанье (CUB) пор. 0—1    | Не прошел          | Не прошел          | Не прошел          |
| свыше 80 кг  | Чика Чуквумерие | За 3-е место |                                    |                    |                    |                    |

### Тяжёлая атлетика
Спортсменов — 2
Мужчины
| Категория | Спортсмен   | Вес   | Рывок | Рывок | Рывок | Толчок | Толчок | Толчок | Всего | Место |
| Категория | Спортсмен   | Вес   | 1     | 2     | 3     | 1      | 2      | 3      | Всего | Место |
| --------- | ----------- | ----- | ----- | ----- | ----- | ------ | ------ | ------ | ----- | ----- |
| до 77 кг  | Феликс Экпо | 76.23 | 146   | 151   | 151   | 180    | 188    | 188    | 331   | 8     |

Женщины
| Категория   | Спортсмен    | Вес    | Рывок | Рывок | Рывок | Толчок | Толчок | Толчок | Всего | Место |
| Категория   | Спортсмен    | Вес    | 1     | 2     | 3     | 1      | 2      | 3      | Всего | Место |
| ----------- | ------------ | ------ | ----- | ----- | ----- | ------ | ------ | ------ | ----- | ----- |
| свыше 75 кг | Мариам Усман | 120.79 | 125   | 129   | 133   | 160    | 160    | 160    | —     | —     |